# Santa Maria de Lamas
Santa Maria de Lamas ist eine portugiesische Gemeinde (Freguesia) mit 4747 Einwohnern (Stand 19. April 2021) im Kreis (Concelho) von Santa Maria da Feira.

## Geschichte
In den Stadtrechten (Foral) von 1514, die König Manuel I. dem Ort Santa Maria da Feira verlieh, wurde auch die eigenständige Gemeinde Lama genannt, die später den Namen Lamas da Feira erhielt. Am 19. August 1952 wurde die Gemeinde in Santa Maria de Lamas umbenannt. Am 25. September 1985 erhielt der Ort den Status einer Vila („Kleinstadt“).

## Sehenswürdigkeiten
Das frühere Dispensário da Assistência Nacional aos Tuberculosos de Santa Maria de Lamas, eine Einrichtung für Lungenkranke, steht unter Denkmalschutz, ebenso die Pfarrkirche Santa Maria de Lamas aus dem frühen 20. Jahrhundert.
Ferner befindet sich am Ort ein Korkmuseum mit einer großen Sammlung, das von dem Industriellen Henrique Amori († 1977) gegründet wurde.

## Sport
Der Ort beheimatet den Sportverein União Lamas, der insbesondere für seine Fußballmannschaft bekannt wurde.